# Liste der Monuments historiques in Loromontzey
Die Liste der Monuments historiques in Loromontzey führt die Monuments historiques in der französischen Gemeinde Loromontzey auf.

## Liste der Objekte
| Bezeichnung | Beschreibung                              | Standort                       | Kennzeichnung | Schutzstatus | Datum | Bild |
| ----------- | ----------------------------------------- | ------------------------------ | ------------- | ------------ | ----- | ---- |
| Kelch       | Silber, vergoldet, zwischen 1717 und 1723 | in der Kirche St-Martin (Lage) | PM54000380    | Classé       | 1983  |      |